# جنگ اشکانیان و ارمنیان

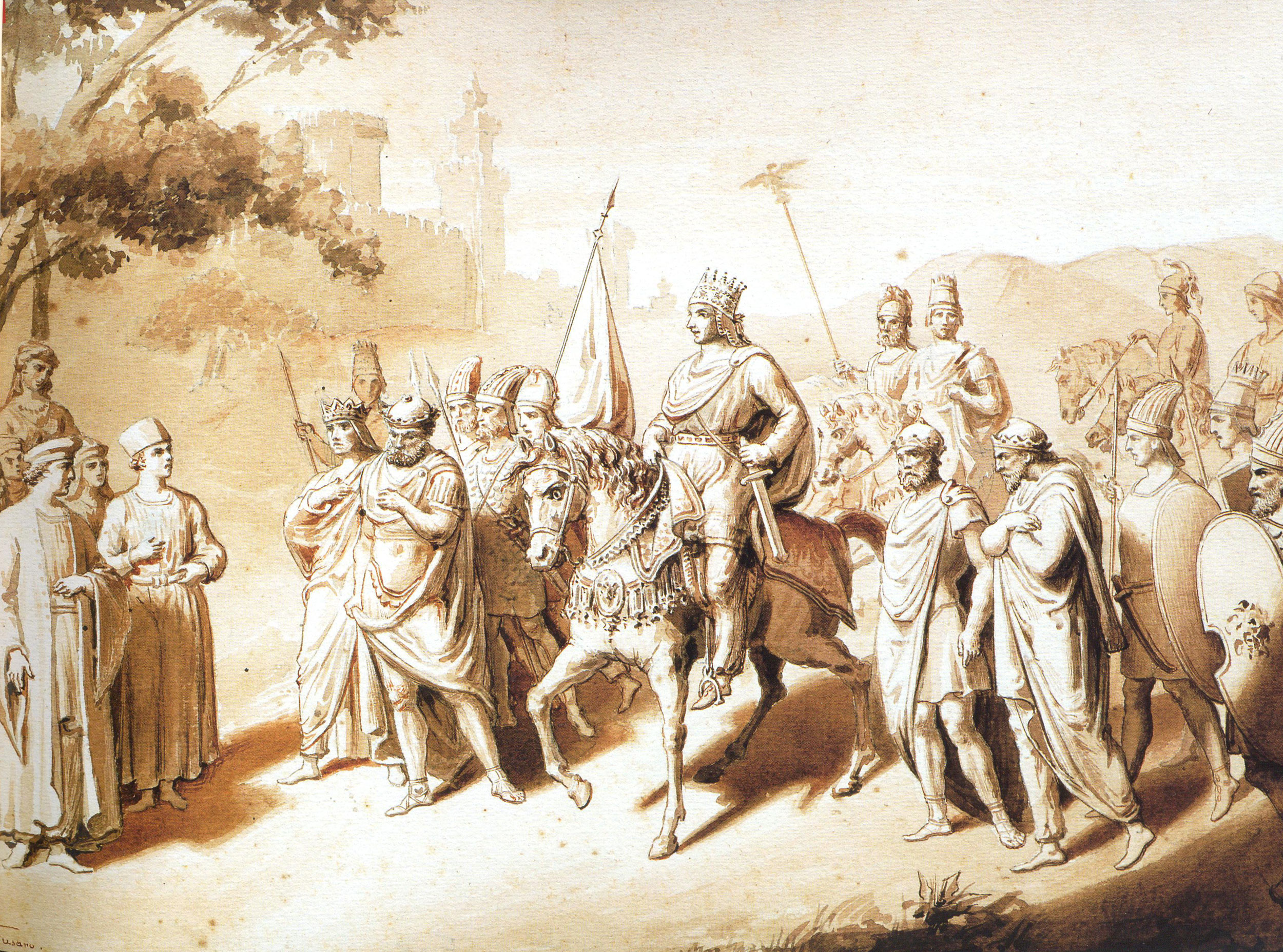
تیگران و چهار رعیت

جنگ شاهنشاهی اشکانیان و پادشاهی ارمنستان، جنگی بود که بین سپاهیان شاهنشاهی اشکانی ایران و پادشاهی ارمنستان، در میانه سال‌های ۸۵ تا ۸۰ پ. م رخ داد و منجر به پیروزی پادشاهی ارمنستان شد. تیگران پس از پیروزی درخشانی که به دست آورد، خود را شاهنشاه نامید، لقبی که مختص شاهان ایرانی بود. او این عنوان را تا زمان مرگش نگه داشت و شاهان اشکانی تا آن زمان به لقب «شاه بزرگ» بسنده کردند.

## تاریخچه
تیگران دوم پسر آرتاوازد یکم پادشاه ارمنستان بود، آرتاوازد جنگ سختی با اشکانیان داشت و بر اثر شکستی که در آن جنگ خورد ناگزیر شد پسرش تیگران را در سال ۱۰۵ پیش از میلاد به عنوان گروگان به آنان بسپارد. وقتی پدرش در سال ۹۵ پیش از میلاد فوت کرد اشکانیان آزادش کردند، ولی او ناگزیر شد به بهای آزادیش از دره‌های مرز جنوبی ارمنستان به آنان واگذارد.
در ۸۹ پیش از میلاد، سپاهیان روم به فرماندهی لوسیوس کورنلیوس سولا جنگی را علیه مهرداد ششم پنتوس آغاز کرد که تا ۸۴ پیش از میلاد ادامه یافت. این جنگ در نهایت با شکست مهرداد و عقد پیمان صلح خاتمه یافت؛ هرچند تیگران هم پیمان مهرداد بود از مداخله در این جنگ خودداری و موضعی بی طرفانه اختیار کرد چراکه وی برای جنگ با اشکانیان آماده می‌شد و از سوی دیگر هم نمی‌خواست با درگیر شدن با روم همزمان با دو امپراتوری قدرتمند وارد جنگ شود.
در دوران جنگ‌های پونی و روم، تیگران در تدارک جنگ با مهرداد دوم برای بازپس‌گیری سرزمین‌هایی بود که از روی اجبار به وی سپرده بود اما در این اثنا فوت مهرداد دوم در ۸۷ پیش از میلاد و آغاز کشمکش برای جانشینی وی فرصت مناسب را برای وی فراهم آورد. تیگران در ۸۷ پیش از میلاد ابتدا به آدیابن لشکرکشی کرد و سپاهیان اشکانی را در دو نبرد نینوا و اربیل شکست داد. سپس وارد منطقهٔ آتورپاتکان شد و به غیر از بازپس‌گیری سرزمین‌هایی که در قبال تاج و تخت ارمنستان به مهرداد واگذار کرده بود، مناطق جدیدی را نیز تا «قلعهٔ آدراپانا» به تصرف درآورد.

## جستارهای ویژه
- تاریخ ارمنستان
- دودمان آرتاشسی
- نبرد تیگراناکرت
- تاریخ نظامی ارمنستان